# مناظرات لينكون ودوغلاس

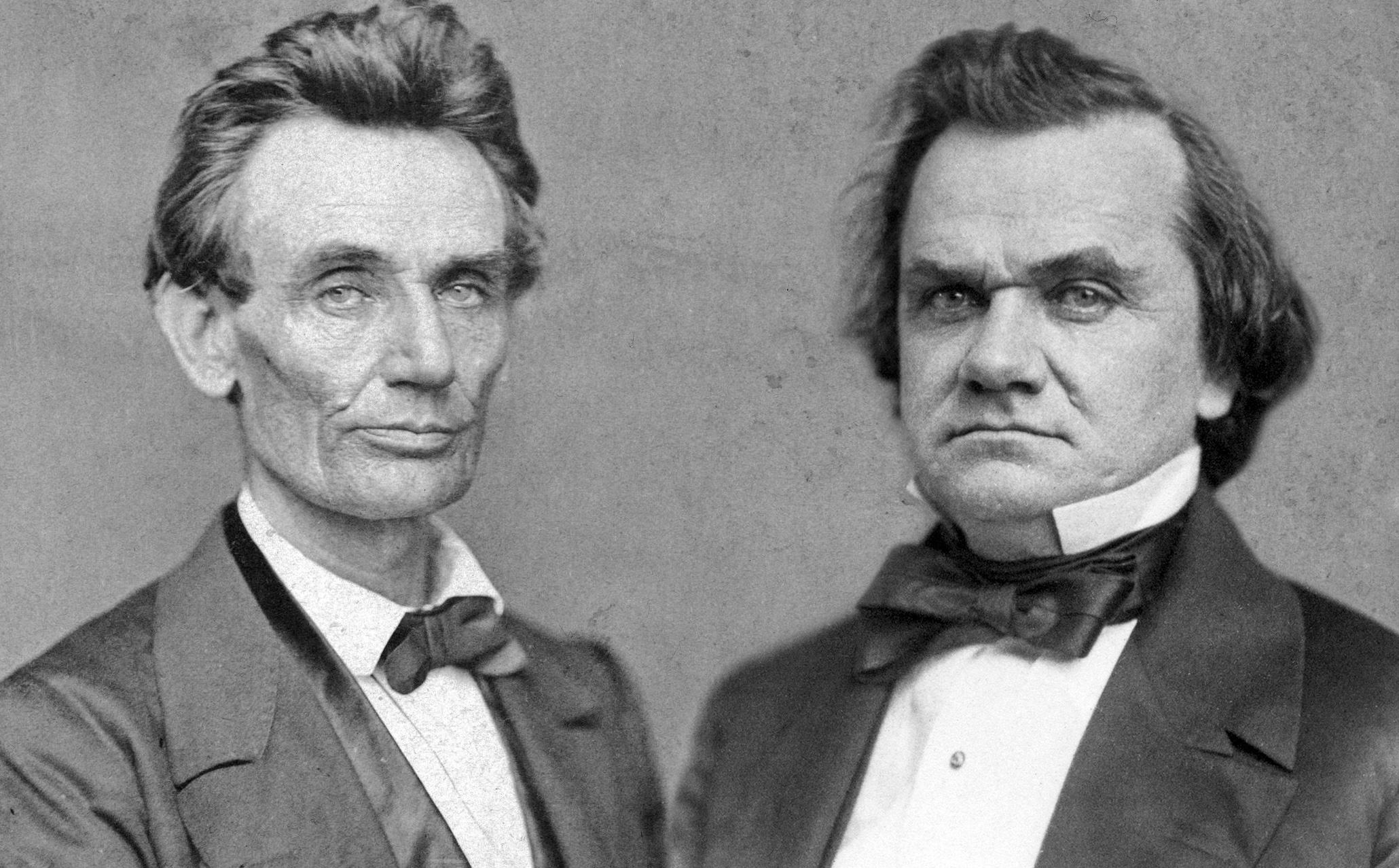
صورة شخصية لأبراهام لنكولن وستيفن دوغلاس

مناظرات لينكون ودوغلاس (بالإنجليزية: Lincoln–Douglas debates) (المعروفة أيضًا باسم المناظرات الكبرى لعام 1858) عبارة عن سلسلة مكونة من سبع مناظرات بين أبراهام لينكون، مرشح الحزب الجمهوري لمجلس الشيوخ الأمريكي من ولاية إلينوي، وبين السيناتور ستيفن دوغلاس، مرشح الحزب الديمقراطي. حتى التعديل الدستوري السابع عشر لعام 1913، تمَّ انتخاب أعضاء مجلس الشيوخ من قِبَل الهيئات التشريعية للولاية الخاصة بهم، لذلك كان كل من لينكون ودوغلاس يحاولان الفوز بالسيطرة على جمعية إلينوي العامة لصالح حزبيهما.
كانت هذه المناظرات مصممة لإثارة الدعاية: أول الأمثلة هو ما قد أُطلق عليه فيما بعد الحدث الإعلامي. بالنسبة للينكون، كانت هذه المناظرات فرصةً لرفع مكانته الوطنية ومكانة الحزب الجمهوري الناشئ، في حين سعى دوغلاس للدفاع عن ملفه - وخاصة دوره الرائد في مذهب سيادة الشعب وتجسيده في قانون كانساس-نبراسكا لعام 1854. تحدث المرشحان في كل دائرة من دوائر الكونغرس التسع في ولاية إلينوي. وكان المرشحان قد تحدثا بالفعل في كل من سبرينغفيلد وشيكاغو في غضون يوم واحد لكل منهما، ولذلك قررا أن يتم عقد جلساتهما المشتركة في المقاطعات السبع المتبقية. استمرت كل مناظرة حوالي ثلاث ساعات؛ تكلم أحد المرشحَين لمدة 60 دقيقة، تلاه ردُّ ساحق دام لمدة 90 دقيقة ثم ردّ أخير مدته 30 دقيقة من المرشح الأول. تناوب المرشحان على الكلام أولًا. بصفته شاغل المنصب، تكلم دوغلاس أولًا في أربع مناظرات. كان العرض في الهواء الطلق، من حوالي الساعة 2 وحتى الساعة 5 مساءًا بحضور جمهور غفير يملئ الشوارع.
ركزت المناظرات على قضية العبيد: على وجه التحديد، ما إذا كان من الممكن السماح بها في الولايات الجديدة من الأراضي التي تم الحصول عليها من خلال صفقة لويزيانا والتنازل المكسيكي. رأى دوغلاس، كجزء من الحزب الديمقراطي، أن القرار لابد وأن يتخذ من قِبَل سكان الولايات الجديدة أنفسهم وليس من قِبَل الحكومة الفيدرالية (السيادة الشعبية). احتج لينكون ضد فكرة توسُّع العبيد، ومع ذلك أكَّد أنه لا يدعو إلى إلغائه حيثما كان موجودًا بالفعل.
لم يسبق لوجود مثل هذه التغطية الصحفية بهذه الكثافة في التاريخ الأمريكي. كان كل من المرشحَين يشعر بأنه يتحدث إلى الأمة بالكامل. أرسلت أكبر الصحف في الولاية، من شيكاغو، مراسلين صحفيين لتقديم النصوص الكاملة لكل مناظرة؛ وبفضل خطوط السكك الحديدية الجديدة، لم يكن من الصعب الوصول لحضور المناظرات من شيكاغو. في منتصف كل مناظرة، كان يتم تسليم مجموعة من العدائين ملاحظات المراسلين. ثم كانوا يتوجهون بالقطار التالي إلى شيكاغو، ليسلموهم لمراسلين آخرين الذين أثناء الرحلة يقومون بتحويل الملاحظات إلى رسائل، وكتابة تقرير جاهز للطباعة في شيكاغو ونسخة للتلغراف، الذي بدوره يُرسل إلى بقية البلاد (شرق جبال روكي) فور وصوله. وجاء القطار التالي ومعه النتيجة النهائية. نشرت الصحف الخطابات كاملة خلال ساعات فقط من إلقائها. ساعدت بعض الصحف مرشحها بإجراء تصحيحات بسيطة، أو تقارير عن ردود الفعل الإيجابية للجمهور، أو العناوين الرئيسية المغرضة (حجة جديدة وقوية لكل من لينكون - دوغلاس تروي القصة القديمة ذاتها). أرسلت وكالة أسوشيتد برس للأنباء مجموعة من الرسائل في آن واحد إلى نقاط متعددة، وبالتالي طبعتها الصحف في جميع أنحاء البلد (شرق جبال روكي)، وسرعان ما تحولت المناظرات إلى حدث وطني. تم نشرها في كتيبات.
جرت المناظرات بين أغسطس وأكتوبر من عام 1858. وقد ذكرت الصحف 12 ألف في أوتاوا، و16 ألف في جاليسبورغ، و15 ألف في فريبورت، و12 ألف في كوينسي، والأخيرة في ألتون 5 آلاف إلى 10 آلاف. جرت المناظرات بالقرب من حدود إلينوي (فريبورت وكوينسي وألتون) بحضور أعدادًا كبيرة من الناس من الولايات المجاورة. سافر عدد منهم من داخل إلينوي لمتابعة المناظرات.
أعيد انتخاب دوغلاس من قِبَل جمعية إلينوي العامة. جعلت الدعاية من لينكون شخصية وطنية ووضعت حجر الأساس لحملته الرئاسية عام 1860.
كجزء من هذا المسعى، قام لينكون بتحرير نصوص جميع المناظرات ونشرها في كتاب موّحد. بيع الكتاب على نطاق واسع وساعد لينكون على تلقي ترشيح الحزب الجمهوري لمنصب الرئيس في المؤتمر الوطني الجمهوري لعام 1860 في شيكاغو.

## الخلفية
انتُخب دوغلاس لأول مرة في مجلس الشيوخ الأمريكي عام 1846، وكان يسعى لإعادة انتخابه لولاية ثالثة في عام 1858. وقد أثيرت مسألة العبيد عدة مرات خلال فترة ولايته في مجلس الشيوخ، ولا سيما فيما يتعلق بتسوية عام 1850. وبوصفه رئيسًا لتبعيات الولايات المتحدة الأمريكية، فقد دعا إلى تبني نهج للعبودية يسمى سيادة الشعب: الناخبين في المقاطعات سوف يصوتون على تبني العبودية أو رفضها. وقد اتخذت قرارات في السابق على المستوى الاتحادي بشأن العبيد في الأقاليم كافة. نجح دوغلاس في إقرار قانون كانساس-نبراسكا عام 1854. يلاحظ معهد غيلدر ليرمان للتاريخ الأمريكي، السيد لينكون وجمعية الأصدقاء، أن جيسي دبليو فيل، المقيم في بلومنجتون بولية إلينوي، وهو وكيل عقاري محلي أسَّس بلومنجتون بانتاجراف وصادق لينكون في عام 1834، قد اقترح البدء بمثل هذه المناظرات عام 1854.
انتُخب لينكون أيضًا في الكونغرس عام 1846، وخدم لمدة عامين في مجلس النواب. خلال الفترة التي قضاها في المجلس، اختلف مع دوغلاس وأيَّد شرط ويلموت، الذي سعى إلى حظر العبيد في أي إقليم جديد. عاد لينكون إلى السياسة عام 1850 لمعارضة قانون كانساس-نبراسكا والمساعدة في تطوير الحزب الجمهوري الجديد.
قبل المناظرات، اتهم لينكون دوغلاس بأنه يشجع المخاوف من تمازج الأجناس، مع ما يكفي من النجاح لدفع الآلاف من الناس بعيدًا عن الحزب الجمهوري. ردَّ دوغلاس بأن لينكون كان داعية للتحرير من العبودية لقوله بأن إعلان الاستقلال الأمريكي ينطبق على السُّود والبيض معًا.
قال لينكون في خطابه أن دوغلاس كان جزءًا من مؤامرة لتأميم العبيد. وصرَّح أيضًا أن إنهاء تسوية ميسوري على العبيد في كانساس ونبراسكا كان الخطوة الأولى في هذا التأميم إلى جانب أن قرار دريد سكوت كان خطوة أخرى في اتجاه نشر العبيد في الأقاليم الشمالية. أعرب لينكون أيضًا عن قلقه من أن يؤدي أي قرار مماثل صادر عن المحكمة العليا إلى تحويل ولاية إلينوي إلى ولاية عبيد.

كُتب الكثير عن أسلوب لينكون البلاغي، لكن، أثناء المناظرات، كانت سمعة دوغلاس رهيبة. كتب جيمس جي بلين في وقت لاحق:
اشتُهر (دوغلاس) بمهارته المميزة بالجدال في كل مكان. وقد تمتمع بعقل خصب بالفعل. كان سيد المنطق. لم أعرف إنسانًا أسرع منه بقوة جدله وبلاغته، ولم يتفوق عليه أحد باستخدام السفسطة والمغالطة. وفي حال لم يتمكن من إثبات نقطة لصالحه، فإنه يضللها لخصمه. في ذلك الأسلوب الغريب من الجدال، والذي يشبه في حديته مصارعة جسدية، لم يكن له مثيل أبدًا. كان يتحدث وكأنه دائمًا على استعداد. ولا يتوقف مهما طال حديثه. استخدم لغة إنجليزية جيدة ومقتضبة وقوية. تجاهل استخدام زخارف اللغة، ونادرًا ما كان يستخدم التشابيه والاستعارات. لم يكن يتمتع بحسّ الفكاهة، ولم يهتم تمامًا بخفة الدم. لم يستشهد قط بالسوابق التاريخية إلا في مجال السياسة الأمريكية. وقد كانت معرفته السياسية شاملة ودقيقة ونقدية. إلى جانب أن تعليمه الأكاديمي كان محدودًا. ولم يكن مهتمًا بالأدب الروائي. ولمن الصعب أن تجد أي بيت شعري أو تلميح كلاسيكي في نطاق حديثه الواسع. لكنه كان متحدثًا وخطيبًا بطبيعته. فهو قادر على قيادة حشد جماهيري للخضوع إلى استنتاجاته الخاصة. ويمكنه، إذا شاء، تحريض الجموع إلى الأفعال اليائسة. باختصار، كان خصمًا قديرًا وجريئًا في المناظرات الشعبية.